# Alfegiu de Canterbury
Alfegiu, ortografiat în engleza veche Ælfheah, (n. 954 d.Hr., Bath and North East Somerset, Anglia, Regatul Unit – d. 19 aprilie 1012, Greenwich, Regatul Angliei) a fost un episcop anglo-saxon de Winchester, mai târziu arhiepiscop de Canterbury. El a devenit pustnic înainte de a fi ales abate al Abației Bath. Reputația lui de evlavie și sfințenie a dus la promovarea sa ca episcop și, în cele din urmă, ca arhiepiscop. Ælfheah a promovat cultul lui Dunstan și a încurajat învățarea. El a fost capturat în razia vikingă din 1011, în timpul Asediului Canterbury, și ucis de aceștia în anul următor, după ce a refuzat să permită să fie răscumpărat. Ælfheah a fost canonizat ca sfânt în 1078. Thomas Becket, arhiepiscopul de Canterbury de mai târziu, s-a rugat sfântului Alfegiu chiar înainte de propria sa ucidere în Catedrala din Canterbury.

## Viață
Probabil născut în Weston, la periferia orașului Bath, în jurul anului 953, Ælfheah a devenit călugăr încă de tânăr. A intrat prima dată la Mănăstirea Deerhurst, dar apoi s-a mutat la Bath, unde a devenit pustnic. A fost remarcat pentru evlavia și austeritatea sa și a fost promovat în ierarhie până la rangul de abate al Abației Bath. Cronicarul William de Malmesbury consemna în secolul al XII-lea că Ælfheah a fost călugăr și abate la Abația Glastonbury, dar această afirmație nu este acceptată de toți istoricii. Sunt indicii că Ælfheah a devenit abate la Bath înainte de 982, poate chiar în jurul anului 977. Este posibil să fi împărțit autoritatea cu predecesorul său, Æscwig, după 968.
Probabil datorită influenței lui Dunstan, arhiepiscopul de Canterbury (959–988), Ælfheah a fost ales episcop de Winchester în 984 și a fost hirotonit pe 19 octombrie al aceluiași an. În timpul păstoririi sale ca episcop, el a fost în mare parte responsabil pentru construirea unei orgi mari în Catedrala din Winchester, instrument care putea fi auzit de la peste 1,5 km și care necesita peste 24 de oameni pentru a funcționa. De asemenea, a construit și extins bisericile din oraș și a promovat cultul lui Swithun și a propriului său predecesor, Æthelwold de Winchester. O acțiune pentru promovarea cultului lui Æthelwold a fost mutarea trupului acestuia într-un nou mormânt amenajat în Catedrala din Winchester, în urma unei slujbe care a fost celebrată de Ælfheah pe 10 septembrie 996.
În urma unui raid viking din 994, s-a încheiat un acord de pace cu unul dintre atacatori, Olaf Tryggvason, viitor rege al Norvegiei. Pe lângă faptul că a primit danegeld, Olaf s-a convertit la creștinism și a promis să nu mai lupte niciodată împotriva englezilor. Este posibil ca Ælfheah să fi jucat un rol în negocierile pentru încheierea tratatului și este sigur că el a fost cel care l-a confirmat pe Olaf în noua lui credință.
În 1006 Ælfheah i-a succedat lui Ælfric ca arhiepiscop de Canterbury, luând capul lui Swithun cu el ca relicvă pentru noua locație. S-a dus la Roma în 1007 pentru a primi paliul — simbol al statutului său de arhiepiscop — de la papa Ioan al XVIII-lea, dar a fost jefuit în timpul călătoriei sale. În timp ce se afla la Canterbury, a promovat cultul lui Dunstan, a comandat scrierea celei de-a doua cărți Viața lui Dunstan, pe care Adelard de Ghent a alcătuit-o între 1006 și 1011. De asemenea, el a introdus noi practici în liturghie și a avut un rol esențial în recunoașterea de către Witenagemot a lui Wulfsige de Sherborne ca sfânt în jurul anului 1012.
Ælfheah l-a trimis pe Ælfric de Eynsham la Abația Cerne pentru a se ocupa de școala monahală de acolo. El a fost prezent la Conciliul din 1008 la care Wulfstan al II-lea, arhiepiscop de York a ținut predica Sermo Lupi ad Anglos (Predica Lupului pentru Englezi), condamnându-i pe englezi pentru abaterile morale și învinuindu-i pentru necazurile care afectau țara.
În 1011 vikingii au descins din nou în Anglia, iar în perioada 8–29 septembrie au asediat Canterbury. Ajutați de trădarea lui Ælfmaer, a cărui viață fusese salvată cândva de Ælfheah, danezii au reușit să jefuiască orașul. Ælfheah a fost răpit și ținut prizonier timp de șapte luni. Godwine (episcop de Rochester), Leofrun (stareța Abației Sf. Mildrith) și reprezentantul regelui, Ælfweard, au fost de asemenea capturați, dar abatele de la Abația Sf. Augustin, Ælfmær, a reușit să scape. Catedrala din Canterbury a fost jefuită și arsă de danezi după răpirea lui Ælfheah.

## Deces
Ælfheah a refuzat să permită răscumpărarea sa și, astfel, a fost ucis pe 19 aprilie 1012 la Greenwich (atunci în Kent, acum parte componentă a Londrei), posibil pe locul Bisericii „Sf. Alfegiu”. Povestea morții lui Ælfheah apare în versiunea E a Cronicii anglo-saxone:
„... armata invadatoare a devenit deranjată de episcop, deoarece acesta nu a vrut să le ofere bani și a interzis oferirea a orice în schimbul eliberării sale. Și erau foarte beți, pentru că se adusese vin din sud. Apoi l-au răpit pe episcop, l-au dus în tabăra lor în sâmbăta din octava Paștelui, unde l-au bătut cu oase și capete de vită; și cineva l-a lovit cu un topor în cap și cu lovitura aceasta a căzut și sângele său sfânt a curs pe pământ și și-a trimis sufletul în împărăția Domnului.”
Ælfheah a fost primul arhiepiscop de Canterbury care a avut parte de o moarte violentă. Un raport contemporan menționează că Thorkell cel Înalt a încercat să îl salveze pe Ælfheah de mulțimea care era pe cale să-l omoare, oferind tot ce are, cu excepția navei sale, în schimbul vieții lui Ælfheah. Cu toate acestea, prezența lui Thorkell nu este confirmată de Cronica Anglo-Saxonă. Unele surse susțin că lovitura finală cu un topor a fost dată ca act de bunătate de către un creștin convertit cunoscut sub numele de „Thrum”. Ælfheah a fost îngropat în Catedrala „St. Paul”. În 1023, trupul său a fost mutat de regele Cnut la Canterbury în cursul unei ceremonii impunătoare. Thorkell cel Înalt a fost șocat de brutalitatea celorlalți vikingi și a trecut de partea regelui englez Æthelred cel Șovăielnic, după moartea lui Ælfheah.

## Venerare
Papa Grigore al VII-lea l-a canonizat pe Ælfheah în 1078, cu ziua de prăznuire pe 19 aprilie. Lanfranc, primul arhiepiscop de după cucerirea normandă, a fost sceptic cu privire la unii dintre sfinții venerați în Canterbury. El a fost convins de sfințenia lui Ælfheah, dar Ælfheah și Augustin de Canterbury au fost singurii arhiepiscopi anglo-saxoni precucerire în Calendarul sfinților din Canterbury. Altarul lui Ælfheah, care ajunsese să fie neglijat, a fost reconstruit și extins la începutul secolului al XII-lea, în timpul păstoririi lui Anselm de Canterbury, care a avut un rol esențial în menținerea lui Ælfheah în calendarul bisericesc. După incendiul din 1174 de la Catedrala din Canterbury, rămășițele lui Ælfheah, împreună cu cele ale lui Dunstan, au fost mutate în jurul altarului mare, la care, după cum se spune, Thomas Becket și-a lăsat viața în grija lui Ælfheah la scurt timp înainte de martiriul său în timpul controversei Becket. Noul altar a fost sigilat cu plumb și a fost amplasat la nord de altarul mare, împărțind onoarea cu altarul lui Dunstan, situat la sud de altarul mare. O biografie în proză și versuri intitulată Viața Sfântului Ælfheah a fost scrisă de un călugăr din Canterbury pe nume Osbern, la cererea lui Lanfranc. Versiunea în proză a supraviețuit, dar Viața este în mare parte o hagiografie: multe dintre poveștile pe care le conține au evidente paralele biblice, ceea ce le face suspecte ca înregistrări istorice.
În perioada medievală târzie, hramul lui Ælfheah a fost celebrat în Scandinavia, posibil din cauza legăturii cu Cnut. Doar câteva biserici care au acest hram sunt cunoscute în Anglia: cele mai multe dintre ele se află în comitatul Kent și câte una în Londra și comitatul Winchester, plus Biserica „Sf. Alfegiu” din Greenwich și un spital din apropiere (1931-1968) care a primit numele lui. În comitatul Kent există două biserici parohiale din secolul al XII-lea cu hramul Sfântului Alfegiu, în Seasalter și Canterbury. Se crede că trupul său neînsuflețit a fost depus în aceste biserici peste noapte pe drumul său înapoi spre Catedrala din Canterbury pentru înmormântare. Biserica „Sf. Alfegiu” dedicată lui Ælfheah în orașul Solihull din West Midlands datează din jurul anului 1277. O nouă biserică din Bath i-a fost dedicată în 1929 lui Ælfheah, sub numele „Alphege”, fiind proiectată de Giles Gilbert Scott ca omagiu pentru biserica romană veche Santa Maria in Cosmedin.